# Moerdijk
Moerdijk es un municipio de la provincia de Brabante Septentrional en los Países Bajos. Sobre un área de 184,03 km², de los que 24,79 km² cubiertos por el agua, es el segundo mayor municipio de la provincia, solo por detrás de Meierijstad. El 30 de abril de 2017 contaba con una población de 36.988 habitantes, con una densidad de 232 h/km².  
El municipio se creó con la reordenación municipal de Brabante Septentrional el 1 de enero de 1997 por la fusión de Fijnaart en Heijningen, Klundert, Standdaarbuiten y Willemstad con el municipio de Zevenbergen, que inicialmente dio nombre al nuevo municipio y en donde se sitúa la capital. Zevenbergen es, además, el núcleo mayor del municipio y el único con derechos de ciudad, otorgados por Juan III de Brabante.

## Galería de imágenes

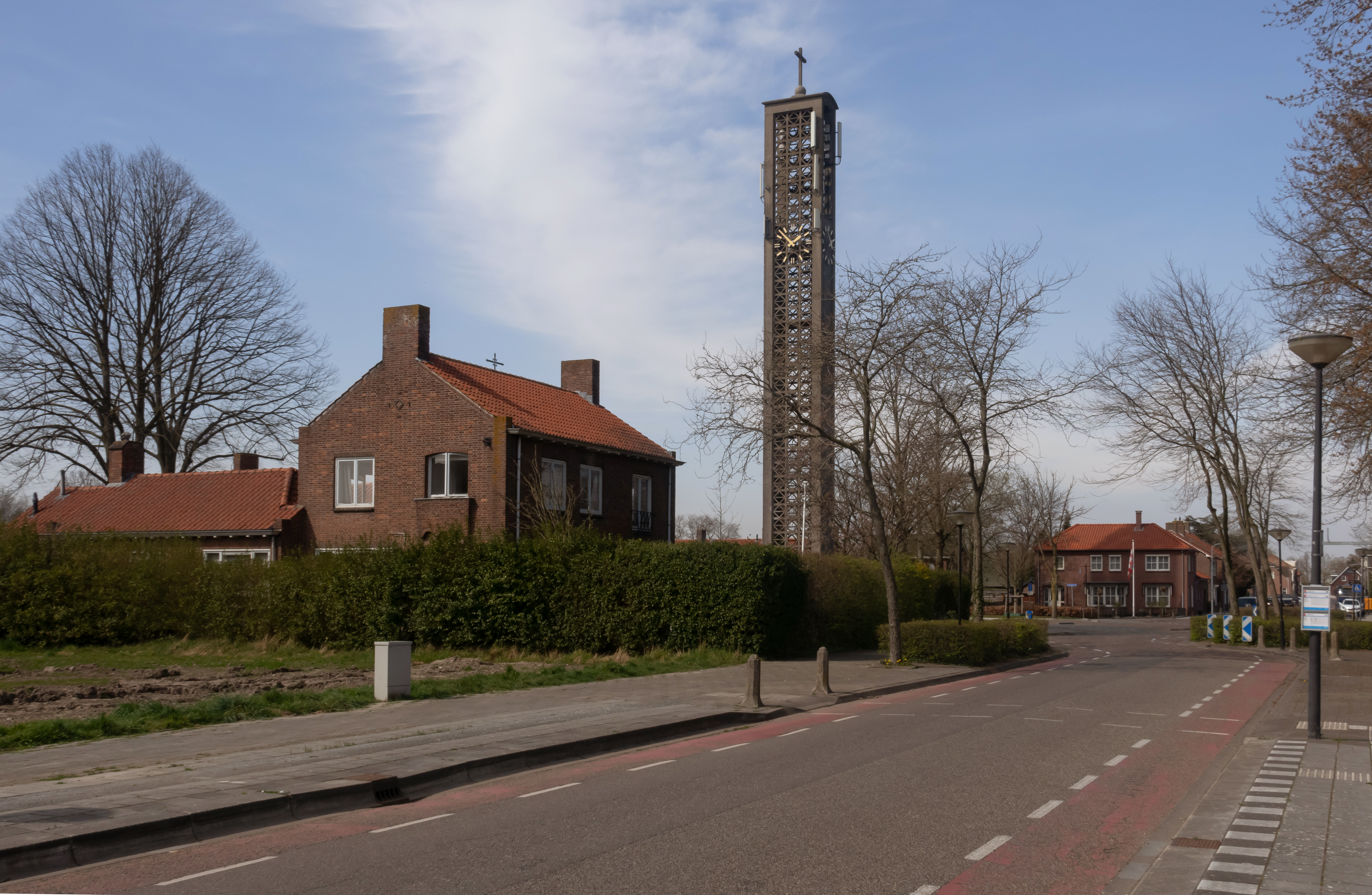
Moerdijk, la casa de la aldea
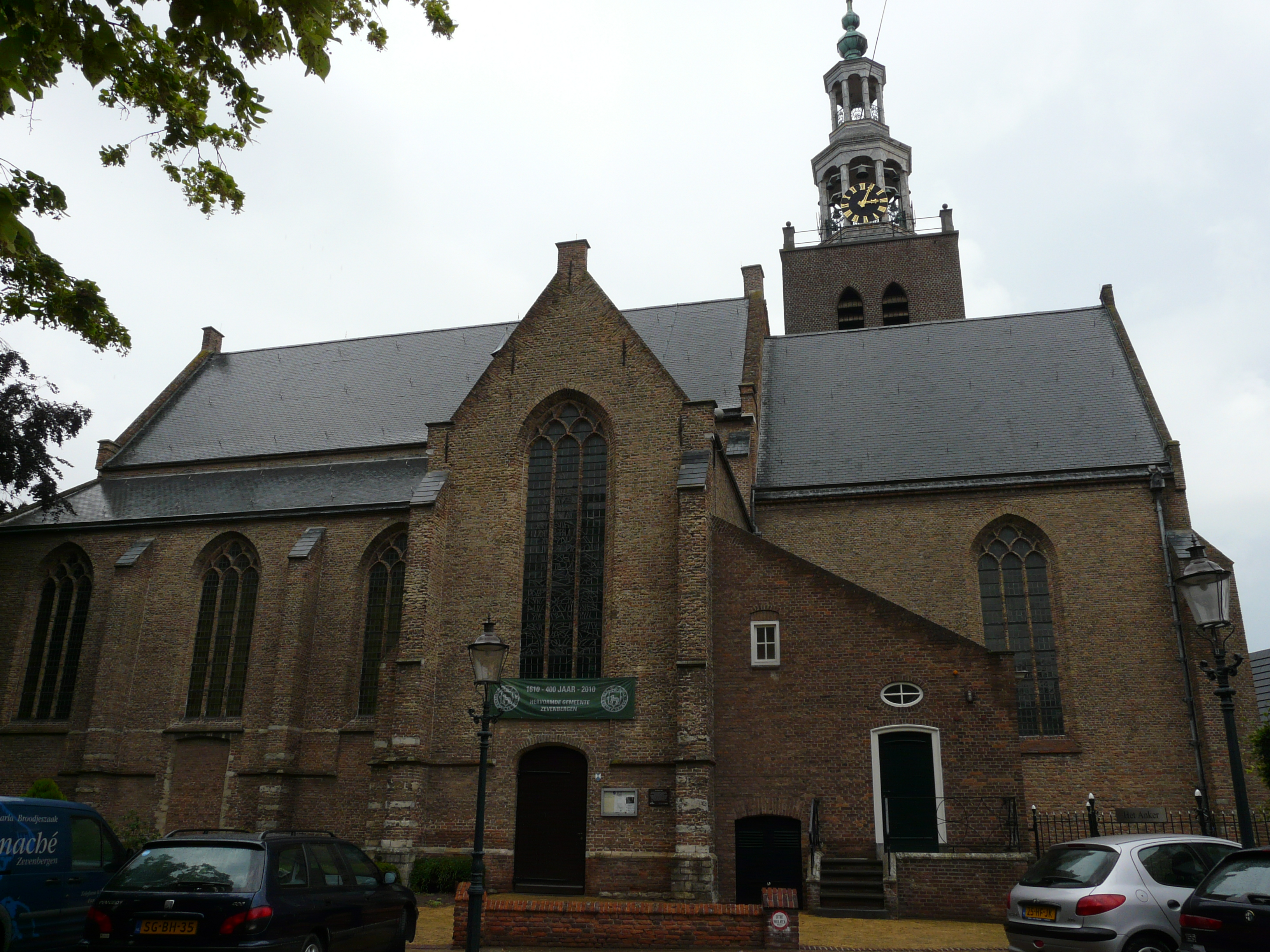
Zevenbergen: Iglesia protestante de Santa Catalina, siglo XV, reconstrruida tras la Segunda Guerra Mundial.
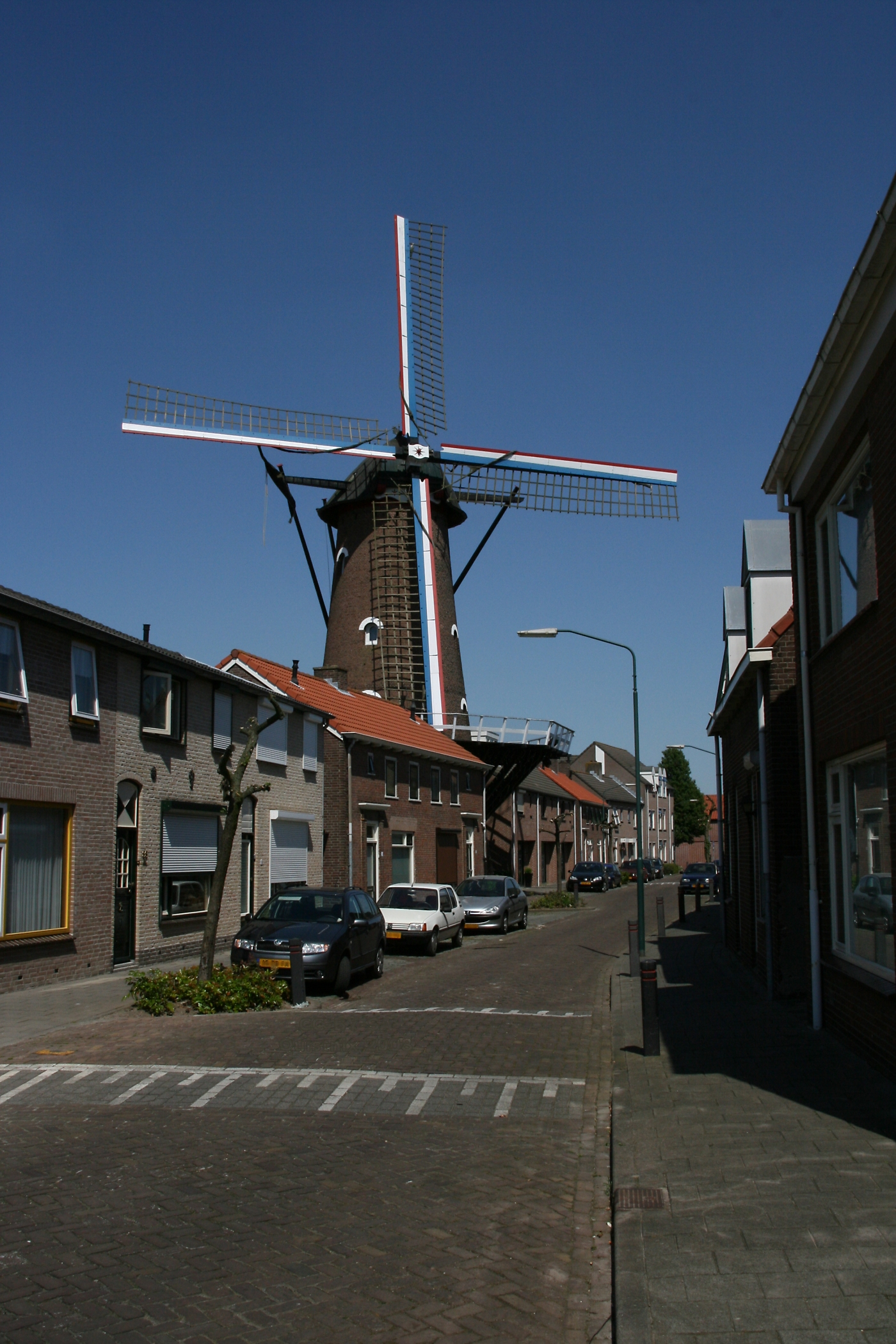
Zevenbergen: molino Fleur, 1841
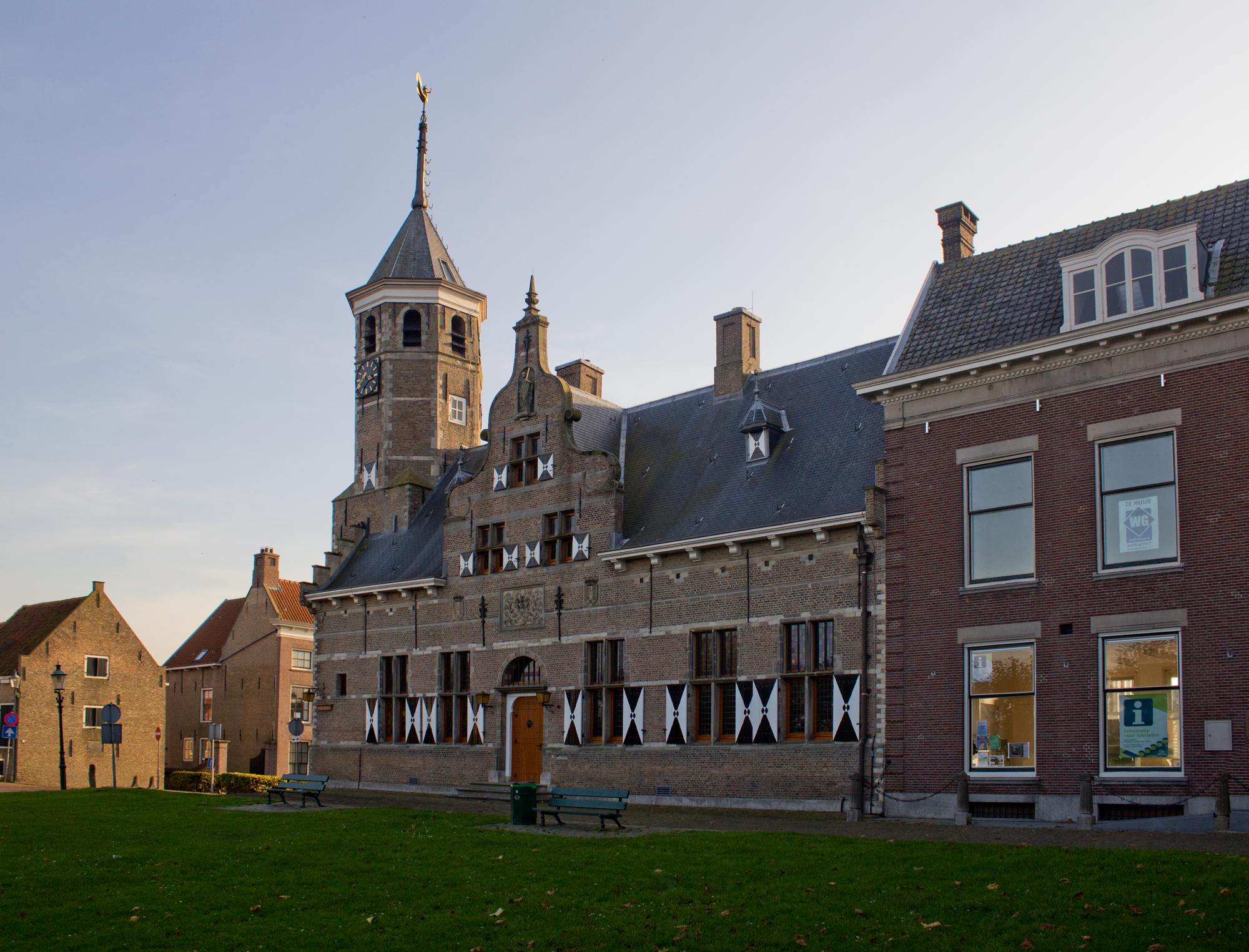
Willemstad: antiguo ayuntamiento, 1620.
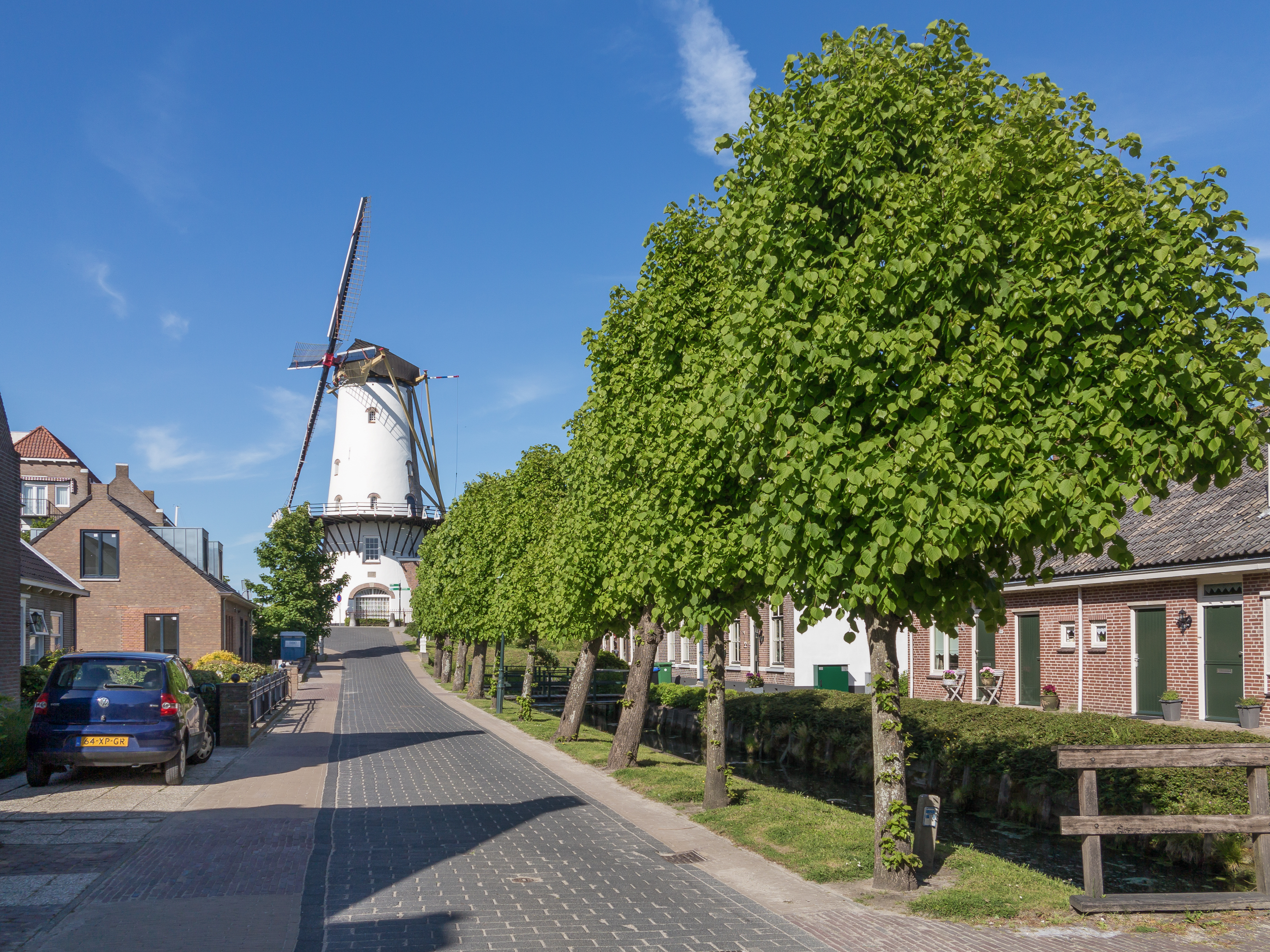
Willemstad, el molino: d'Orangemolen
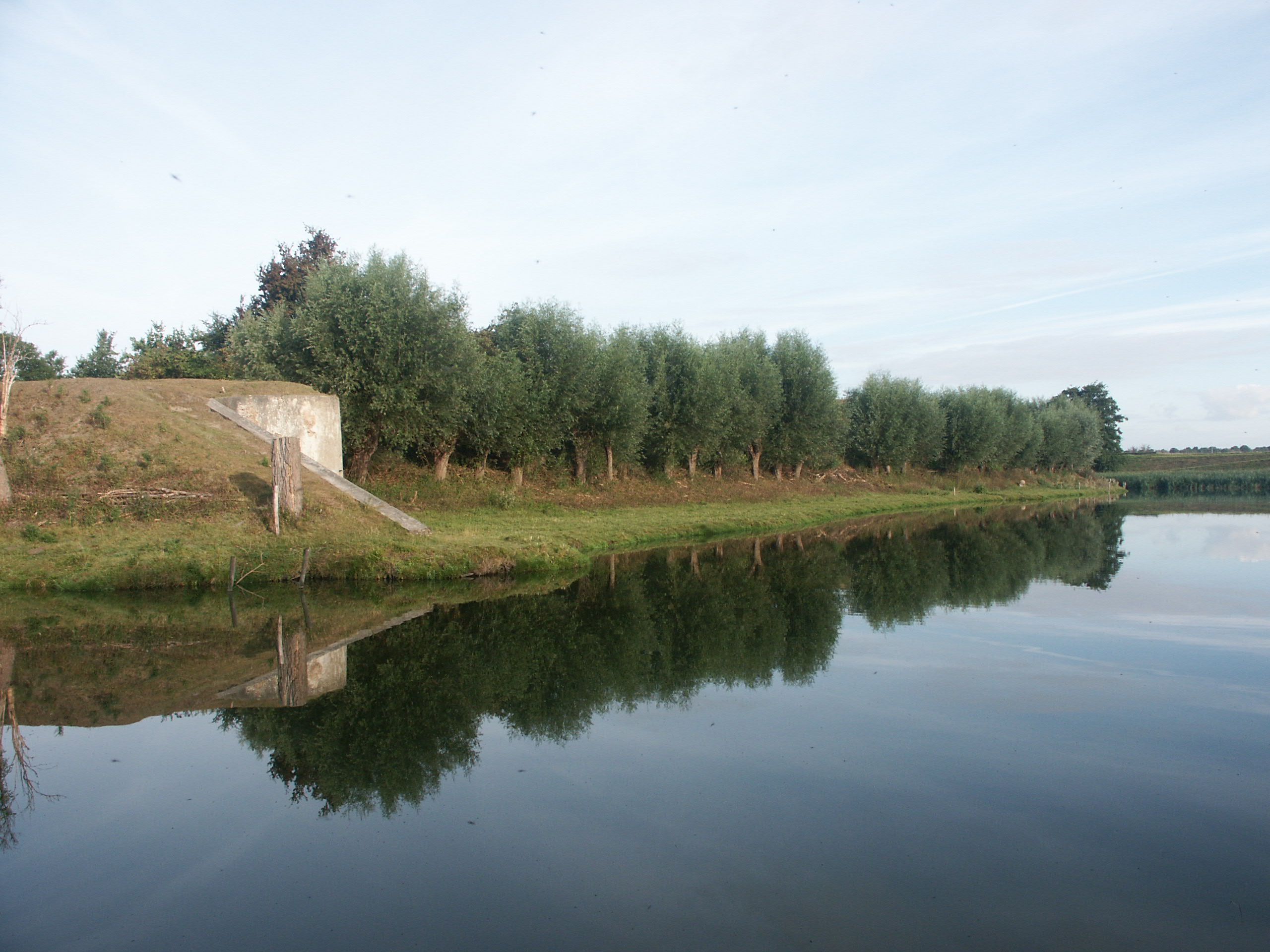
Fijnaart: Fuerte Sabina, 1810-1811.